# Michal Leszczylowski
Michal Leszczylowski (* 30. Juli 1950 in Łódź, Polen) ist ein polnisch-schwedischer Filmeditor und Hochschullehrer, der ausschließlich im schwedischen Film mitwirkte.

## Leben
Nach seinem Studium am Dramatiska Institutet in Stockholm von 1976 bis 1978 dauerte es einige Jahre, bevor sich Michal Leszczylowski als Schnittmeister selbständig machen konnte. Der erste fast eigenständige Filmschnitt von ihm war 1986 an der Seite des sowjetischen Regisseurs Andrei Arsenjewitsch Tarkowski, der mit Opfer sein letztes Werk fertigstellte, bevor er im Dezember desselben Jahres verstarb. Leszczylowski war es anschließend auch, der im Auftrage des Schwedischen Filminstituts über Tarkowski den Dokumentarfilm Regie: Andrej Tarkowski erstellte.
Seitdem verbrachte Leszczylowski fast seine komplette Karriere in Schweden und schnitt Filme wie Jalla! Jalla! Wer zu spät kommt …, Kops und Zurück nach Dalarna. Auch neben dem Film blieb er in Schweden und unterrichtet seit einigen Jahren als Professor an der Stockholms dramatiska högskola.
Aktuell lebt er in Ljusterö und ist Mitglied im föreningen sveriges filmklippare, dem schwedischen Verband für Filmeditoren.

## Filmografie (Auswahl)
- 1986: Opfer (Offret)
- 1988: Regie: Andrej Tarkowski
- 1995: Der rote Fleck (Den röda fläcken)
- 1998: Feuerschlucker  (Tulennielijä)
- 1998: Raus aus Åmål (Fucking Åmål)
- 2000: Eine Hexe in unserer Familie (En Häxa i familjen)
- 2000: Jalla! Jalla! Wer zu spät kommt … (Jalla! Jalla!)
- 2000: Liebe in Blechdosen (Den bästa sommaren)
- 2000: Zusammen! (Tillsammans!)
- 2002: Lilja 4-ever
- 2003: Kops (Kopps)
- 2004: Bei Notruf Mord (Necrobusiness)
- 2004: A Hole in My Heart (Ett hål i mitt hjärta)
- 2005: Zozo
- 2004: Repetitioner
- 2004: Zurück nach Dalarna (Masjävlar)
- 2007: Asa Larsson: Sonnensturm (Solstorm)
- 2009: Mammut (Mammoth)
- 2010: Farsan
- 2010: King of Devil’s Island (Kongen av Bastøy)
- 2011: Arne Dahl: Misterioso
- 2011: Simon (Simon och ekarna)
- 2012: Arne Dahl: Böses But (Arne Dahl: Ont blod)
- 2014: Fräulein Julie (Miss Julie)
- 2015: Modus – Der Mörder in uns
- 2017: Der Prozess – Der russische Staat gegen Oleg Senzov (The Trial: The State Of Russia vs Oleg Sentsov)
- 2018: Aniara
- 2019: Gösta (Fernsehserie)
- 2021: Gritt
- 2023: Lieder der Erde (Fedrelandet)

## Auszeichnungen
Europäischer Filmpreis
- 2005: Bester Dokumentarfilm – Repetitioner (nominiert)

Jussi
- 1999: Bester Schnitt – Feuerschlucker